# Östra Balltorp
Östra Balltorp är en bebyggelse i Mölndals kommun i Västra Götalands län. Östra Balltorp ligger i Fässbergs distrikt i Västergötland. Bebyggelsen klassades av SCB i tätortsavgränsningarna 2018 och 2023 som en separat tätort. I tätortsavgränsningarna före 2015 samt 2020 räknades Östra Balltorp som en del av tätorten Göteborg.